# Maagdenburg (provincie)
Maagdenburg (Duits: Magdeburg) was een provincie van Pruisen die bestond van 1944 tot 1945.

## Geschiedenis
De provincie ontstond toen de provincie Saksen op 1 juli 1944 in aansluiting met de verdedigingsdistricten werd opgedeeld. Het noordelijke Regierungsbezirk Maagdenburg vormde hierbij de gelijknamige provincie.
Eerste president van Maagdenburg werd de NSDAP-Gauleiter en -Rijksstadhouder Rudolf Jordan, die de bevoegdheden van de voormalige Regierungspräsident kreeg.
De provincie werd na de Tweede Wereldoorlog deel van de Amerikaanse bezettingszone en vervolgens van de Sovjet-bezettingszone. De Russen verenigden Maagdenburg op 23 juli 1945 met de eveneens in 1944 ontstane provincie Halle-Merseburg, de vrijstaat Anhalt, de enclave Calvörde (voorheen van Brunswijk), het oosten van het district Blankenburg in de Harz (eveneens Brunswijks) en de Thüringse enclave Allstedt tot de provincie Saksen, die echter nog datzelfde jaar werd omgedoopt in Saksen-Anhalt.

## Bestuurlijke indeling (1945)

### Regierungsbezirk Maagdenburg

#### Stadsdistricten (Stadtkreise)
1. Aschersleben
2. Burg
3. Halberstadt
4. Maagdenburg
5. Quedlinburg
6. Stendal

#### Districten (Landkreise)
1. Calbe
2. Gardelegen
3. Haldensleben
4. Jerichow (zetel: Burg)
5. Jerichow (zetel: Genthin)
6. Oschersleben
7. Osterburg
8. Quedlinburg
9. Salzwedel
10. Stendal
11. Wanzleben
12. Wernigerode
13. Wolmirstedt

## Eerste president (Oberpräsident)
- 1944-1945: Rudolf Jordan

1815:
Brandenburg · Groothertogdom Beneden-Rijn · Gulik-Kleef-Berg · Oost-Pruisen · Pommeren · Posen · Saksen · Silezië · Westfalen · West-Pruisen · 1822: Rijnprovincie · 1829: Pruisen · 1850: Hohenzollernsche Lande · 1867: Hannover · Hessen-Nassau · Sleeswijk-Holstein · 1878: Oost-Pruisen · West-Pruisen · 1919: Neder-Silezië · Opper-Silezië · 1920: Berlijn · 1922: Grensmark Posen-West-Pruisen · 1944: Halle-Merseburg · Keur-Hessen · Maagdenburg · Nassau · 1945: Saksen-Anhalt